# Bernard Sergent
Bernard Sergent (pronuncia int. [sɛʁʒɑ̃]; 23 febbraio 1946) è uno storico, archeologo e antropologo francese, specializzato sulla comparazione mitologica e sull'indoeuropeistica. È inoltre ricercatore al CNRS e presidente della Société de mythologie française.

## Biografia
Ha scritto un'opera fondamentale sulla mitologia greca intitolata L'Homosexualité dans la mythologie grecque. A quest'opera, seguì uno studio sulla prime fonti che descrivono l'omosessualità in Europa, dal titolo L'homosexualité initiatique dans l'Europe ancienne (Payot 1986), che è stata tradotta in italiano. I due studi sono stati pubblicati insieme nella lingua originale (francese), con un sottotitolo: Homosexualité et initiation chez les peuples indo-européens.
In Genèse de L'Inde, attacca le recenti ricostruzioni sulle origini storiche dell'etnie euro-asiatiche dall'India verso l'Europa. Difende invece l'ipotesi tradizionale che gli indoarii abbiano invaso l'India durante il II millennio a.C. Secondo Sergent, anche le popolazioni dravidiche non sono autoctone, ma di origine africana.
Il libro Les Indo-Européens - Histoire, langues, mytes è un'introduzione generale alla famiglia linguistica indoeuropea. Sergent associa le lingue indoeuropee ad alcune culture emerse archeologicamente della Russia meridionale e ricostruisce una religione indoeuropea, basandosi sul metodo di Georges Dumézil.
Nella monografia Les trois fonctions indo-européennes en Grèce ancienne, vol. 1: De Mycènes aux Tragique, Sergent esamina l'impiego del Sistema tripartito duméziliano (l'ipotesi trifunzionale sulla suddivisione nella società indoeuropea: sacerdoti; guerrieri; contadini e artigiani) nella letteratura greca, dall'epica, alla lirica alle rappresentazioni drammatiche. In un secondo volume, proseguirà questo esame con la filosofia e la religione.
Il suo più recente lavoro, Celtes et Grecs, è dedicato alla mitologia greca comparata e a quella celtica. Nel primo edisodio, Le livre de héros ((FR)  Payot, 1999, ISBN 2-228-89257-2), l'eroe irlandese Cuchulainn viene confrontato con gli eroi greci Achille, Bellerofonte e Melantio e l'epopea irlandese Táin Bó Cúailnge con la greca Iliade, che, secondo Sergent, presuppone una "pre-Iliade" indoeuropea. Nel secondo volume, Le livre des dieux ((FR)  Payot, 2004, ISBN 2228899267), Sergent sostiene che il pantheon celtico e quello greco derivino da una comune eredità.

## Pubblicazioni
Scritti nella sua lingua nativa
- (FR) L'homosexualité initiatique dans l'Europe ancienne, Payot, 1986, ISBN 2-228-89052-9.
- (FR) Les Indo-Européens, Payot, 1995, ISBN 2-228-88956-3.
- (FR) Genèse de l'Inde (Genesis of India), Paris, Payot, 1997, ISBN 978-2-228-89116-5.
- (FR) De Mycènes aux Tragique, Économica, 1998, ISBN 2-7178-3587-3.
- (FR) Celtes et Grecs, 2 voll. (Le Livre des Héros; Le Livre des Dieux), Payot, 1999-2004, SBN UBO2313020.
- (FR) La guerre à la culture: aspects des attaques contre l'intelligence dans la période jospino-raffininesque, L'Harmattan, 2005, ISBN 978-2-7475-7823-3.

Libri con traduzione inglese
- (EN) Homosexuality in Greek Myth, traduzione di Arthur Goldhammer, prefazione di Georges Dumézil, Boston, Beacon Press, 1986, ISBN 0-8070-5700-2.
- (EN) Rommel Mendès-Leite e Pierre-Olivier de Busscher (a cura di), Paedestary and Political Life in Archaic Greek Cities, in Gay Studies from the French Cultures: Voices from France, Belgium, Brazil, Canada, and the Netherlands, Londra-New York, Routledge, 1993, ISBN 978-1-56024-436-3.

Libri con traduzione italiana
- Bernard Sergent, L'omosessualità nella mitologia greca, traduzione di Patrizia Landucci, prefazione di Georges Dumézil, Bari, Laterza, 1985, ISBN 88-420-2762-6.
- Bernard Sergent, Celti e greci. Il libro degli eroi, a cura di Gianfranco De Turris, traduzione di Pasquale Faccia, Orizzonti dello spirito, n. 77, Roma, Edizioni Mediterranee, 2005, ISBN 88-272-1785-1.